# Lestodiplosis giardi
Lestodiplosis giardi är en tvåvingeart som beskrevs av Jean-Jacques Kieffer 1896. Lestodiplosis giardi ingår i släktet Lestodiplosis och familjen gallmyggor. Inga underarter finns listade i Catalogue of Life.